# Bill Morrison (director)
Bill Morrison (n. Chicago; 17 de noviembre de 1965) es un director de cine estadounidense radicado en Nueva York. Es miembro del Teatro Ridge, y fundador de Hypnotic Pictures. Su película más conocida es Decasia, aclamada como una de las obras más importantes del cine de vanguardia de las últimas décadas.

## Filmografía selecta
- Incident (2023)
- Her Violent Kiss (2021)
- Buried News (2021)
- Let Me Come In (2021)
- The Ring (2021)
- Cinematograph (2018)
- Weaving (2018)
- The Letter (2018)
- Dawson City: Frozen Time (2017)
- Beyond Zero: 1914-1918 (2014)
- Gene Takes a Drink (2012)
- Release (2010)
- Dystopia (2008)
- Who by Water (2006)
- Light is Calling (2004)
- Decasia (2002)
- Trinity (2002)
- Ghost Trip (2001)
- Film of Her (1997)
- Photo Op (1992)
- Night Highway (1990)